# Litigation-PR
Litigation-PR (etwa „Öffentlichkeitsarbeit im Rechtsstreit“, auch strategische Rechtskommunikation oder prozessbegleitende Öffentlichkeitsarbeit) ist eine Form der Pressearbeit, bei der die Kommunikation nach außen vor, während und nach juristischen Auseinandersetzungen gesteuert wird. Ziel der Litigation-PR ist es, die juristische Strategie der beteiligten Staatsanwälte und Verteidiger zu unterstützen, das Ergebnis der juristischen Auseinandersetzung mit Hilfe der Öffentlichkeit zu beeinflussen und gleichzeitig Schäden an der Reputation des Mandanten zu vermeiden. Sie ist verwandt mit Reputationsmanagement und Krisen-PR.

## Herkunft und Geschichte
Litigation-PR hat ihren Ursprung in den Vereinigten Staaten, wo sich in den 1980er Jahren die Erkenntnis durchsetzte, dass die herkömmlichen Mittel und Werkzeuge der Public Relations bei juristischen Auseinandersetzungen ihre Ziele verfehlen. Stattdessen wurde eine spezialisierte Form der Öffentlichkeitsarbeit entwickelt. Während Litigation-PR vor allem in angelsächsischen Ländern wie den USA, Großbritannien und Australien bei juristischen Auseinandersetzungen regelmäßig zur Anwendung kommt, wurde sie in Kontinentaleuropa und vor allem im deutschsprachigen Raum erst 2001 eingeführt. Die Fälle Josef Ackermann, Klaus Zumwinkel, Leo Kirch, Jörg Kachelmann, Gerhard Gribkowsky, Cornelius Gurlitt, Christian Wulff und Uli Hoeneß haben auch in Deutschland zu mehr medialen Auseinandersetzungen mit versuchter Einflussnahme auf den Prozessverlauf durch professionelle Öffentlichkeitsarbeit geführt. Besondere Bedeutung gewinnt dabei zunehmend die Onlinekommunikation und die Diskussion in sozialen Medien wie Facebook, Twitter und Youtube, aber auch der Einsatz visueller Instrumente durch die professionalisierte visuelle Rechtskommunikation.

## Ziele
Wenn eine Person oder ein Unternehmen in juristische Auseinandersetzungen verwickelt wird, dann kann das der Reputation massiven Schaden zufügen. Gerichtsverfahren können massiven Einfluss auf die Geschäftsabläufe und -entwicklungen haben und die Mitarbeitermotivation beeinträchtigen. Selbst wenn ein Prozess vor Gericht gewonnen wird, kann er in der Öffentlichkeit „verloren“ werden. Gerade börsennotierte Unternehmen können schwer unter einer Niederlage im „Gerichtshof der Öffentlichkeit“ leiden. Die Litigation-PR soll diesem Umstand Abhilfe leisten, indem sie zum einen die Reputation des betroffenen Unternehmens oder der Person schützt. Zum anderen kann die Litigation-PR auch die Auseinandersetzung selbst beeinflussen. Dieser zweite Punkt wird nach einer Ansicht „in der Branche gerne etwas verschämt unter den Tisch fallen gelassen“, eine andere Darstellung fordert, dass die Verfahrensführung auch in den Medien „zum 'Grundgesetz' jedes Verfahrens gehören“ sollte.

## Litigation-PR in der juristischen Ausbildung
Litigation-PR ist nicht Bestandteil des Pflichtstoffes in der juristischen Ausbildung. Gleichwohl bieten einige juristische Fakultäten Lehrveranstaltungen zu diesem Thema Litigation-PR bzw. Rechtskommunikation an. So bieten die juristische Fakultät der Humboldt-Universität zu Berlin und die juristische Fakultät der Albert-Ludwigs-Universität Freiburg Veranstaltungen zur strategischen Rechtskommunikation an.